# Mimosybra triguttata
Mimosybra triguttata là một loài bọ cánh cứng trong họ Cerambycidae.